# Спишска-Нова-Вес
Спи́шска-Но́ва-Вес (словац. Spišská Nová Ves, нем. Zipser Neudorf, венг. Igló) — город в восточной Словакии на реке Горнад у подножья Высоких Татр. Население около 37 тысяч человек.

## История
В XII веке на месте Спишска-Нова-Вес появляется славянское поселение Иглов. В XIII веке неподалёку было основано поселение немецких колонистов, названное Нойдорф, вскоре славянский Иглов и немецкий Нойдорф слились в один город. Город бурно развивался, здесь добывали медь и вели торговля — спишский городской рынок был в то время наибольшим в Словакии.
В 1412 году наряду с остальными спишскими городами, Спишска-Нова-Вес была отдана в качестве задатка за королевский долг Польше, под властью которой она находилась вплоть до 1772 года. В 1778 Спишска-Нова-Вес становится столицей «16 спишских городов». В 1870 здесь проложена железная дорога, а в 1894 построена электростанция.
Близ Спишской-Новой-Веси разыгралось одно из сражений Войны шестой коалиции.
В ходе Второй мировой войны город был освобождён 27 января 1945 года войсками 4-го Украинского фронта в ходе Западно-Карпатской операции в составе 17-го гвардейского стрелкового корпуса генерал-лейтенанта Медведева Н. В., состоявшего из: 8-й стрелковой дивизии полковника Угрюмова Н. С., 138-й стрелковой дивизии полковника Васильева В. Е.; 159-го укреплённого района полковника Виноградова И. Н.. Город был возвращён в состав восстановленной Чехословакии.
В 1945 году новые чехословацкие власти лишили немецкое и венгерское население города прав гражданства, увезли их в концентрационный лагерь близ города и станции Попрад, а затем депортировали выживших в Германию, Австрию и Венгрию. На их место переселили словаков.
Сейчас Спишска-Нова-Вес — популярный туристический маршрут. В 1989 году здесь был открыт зоопарк.

## Население
| Год:                | 1994   | 2004    | 2014    | 2024    |
| ------------------- | ------ | ------- | ------- | ------- |
| Количество человек: | 38 888 | 38 727  | 37 707  | 34 255  |
| Разница:            |        | −0,41 % | −2,63 % | −9,15 % |

## Города-побратимы
- Альсфельд, Германия
- Гавличкув-Брод, Чехия
- Груец, Польша
- Л’Эгль, Франция
- Янгстаун, шт. Огайо, США
- Жоинвиль, Бразилия
- Клаусталь-Целлерфельд, Германия
- Кишуйсаллаш[англ.], Венгрия
- Нитра, Словакия
- Превеза, Греция
- Тячев, Украина

## Достопримечательности

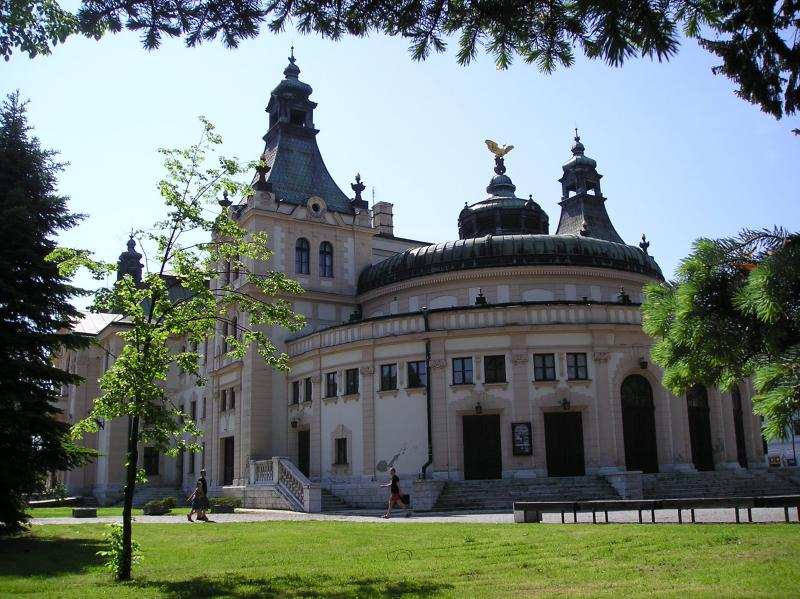

- Готический костёл св. Марии
- Ратуша
- Спишский Град